# آ برتقالية
آ برتقالية (الاسم العلمي: Aa aurantiaca) هي نوع من النباتات يتبع جنس الآ من الفصيلة السحلبية.